# Auksz Éva
Auksz Éva (Dunaújváros, 1971. január 10. –) EMeRTon-díjas magyar színésznő, táncos.

## Életpályája
Édesapja néptáncos volt. Négy és fél éves korától szertornázott. Sporttagozatos iskolába járt, előbb tornásznak, majd atlétának készült. Tízévesen kezdett el foglalkozni a néptánccal, a dunaújvárosi Vasas Táncegyüttesben. Szögi Csaba, Énekes István és Janek József tanítványa. Az együttesben együtt dolgozott Markó Ivánnal is, aminek az lett az eredménye, hogy a Győri Balettel, Párizsban a francia forradalom évfordulóján adtak elő, Párizs gyermekei címmel, megismerkedhetett a klasszikus balettel. 14 évesen egy közgazdasági szakközépiskolába jelentkezett és ott is érettségizett.
18 évesen, 1989-től Pesten, a Közép-Európa Táncszínház tagja lett 1995-ig, ahol újra régi mestereivel dolgozhatott együtt. De nem csupán táncolt, szólót is énekelt az együttes zenekarával, és statisztálni kezdett színházi előadásokban is. Így, táncosként, találkozott Iglódi Istvánnal Székesfehérváron, a Régi nyár című produkcióban. Színészi pályafutását énekes-táncos szerepekben kezdte, de később megtalálták a prózai szerepek is. 1995-től már rendszeresen játszott a Nemzeti Színház előadásaiban, mint vendégművész, majd 1999-ben a társulat tagja lett. A névváltoztatás után is ott maradt 2000-től 2015-ig a Pesti Magyar Színháznál játszott. Ezt követően az Operettszínház, majd a Madách Színház vendégművésze lett. 2021-2023 között a József Attila Színház tagja volt.
Vendégművészként szerepelt a Szegedi Szabadtéri Játékok, az Esztergomi Várszínház, a kecskeméti Katona József Színház, a Pécsi Nemzeti Színház, a Pécsváradi Várszínház, a Budapesti Játékszín, a Győri Nemzeti Színház, a Rózsavölgyi Szalon előadásaiban is.
2013–2016 között a Színház- és Filmművészeti Egyetem drámainstruktor szakán folytatta tanulmányait Kocsis Gergely és Molnár Piroska osztályában. Vizsgaelőadása 2016. március 18-án a Rózsavölgyi Szalonban a Zöldi Gergely által egy szereplőre dramatizált Sweet Charity című koncertest volt, amit Őze Áron rendezett. Szakdolgozatát Iglódi Istvánról írta.
Színházi szerepei mellett sorozatokban is játszott és filmekben is látható. Rendszeres közreműködője volt a Magyar Televízió zenés-táncos produkcióinak. Tagja a Pro Solidaritas 2007, és a Magyar Színház művésziért Alapítvány kuratóriumának. 2020-ban egyik közreműködője volt a Szemenyei János és Horgas Ádám által jegyzett, 169 művész előadásában készült Kis suttogás című karanténdalnak.
Gyermekei: Tóth Hunor Zoltán (2002), és Őze Nimród Zoltán (2011). 2010 óta alkottak egy párt Őze Áronnal, de az esküvőt csak 2023 nyarán tartották.

## Díjai, elismerései
- 1998 EMeRTon-díj (Az év musical énekesnője)
- 2005 Főnix díj
- 2008 Agárdy-emléklánc
- 2013 Iglódi István-emlékgyűrű
- 2022 Józsa Imre-díj[19]

## Színpadi szerepei
| Szerző                                                                                  | A darab címe                                                                                  | Bemutató dátuma      | Színház                                                     | Játszott szerep                             |
| --------------------------------------------------------------------------------------- | --------------------------------------------------------------------------------------------- | -------------------- | ----------------------------------------------------------- | ------------------------------------------- |
| Zalán Tibor, Pásztor Attila                                                             | Mesenincs királyfi                                                                            | 1991                 | Közép-Európa Táncszínház Gyermekszínháza                    | Etelka                                      |
| Zalán Tibor                                                                             | Hova hova hétrőfös                                                                            | 1992                 | Közép-Európa Táncszínház                                    | Judit                                       |
| Fábri Péter                                                                             | Kolumbusz, az őrült spanyol hányattatásai szárazon és vízen, avagy egy vállalkozó odisszeiája | 1992                 | Fővárosi Operettszínház                                     | 1. Udvarhölgy                               |
| Zalán Tibor                                                                             | Hová, hová Hétrőfös?                                                                          | 1992                 | Budapesti Kamaraszínház Közép-Európa Táncszínháza           | Judit                                       |
| Füst Milán                                                                              | Negyedik Henrik király                                                                        | 1994                 | Nemzeti Színház Várszínház                                  | Mathildis, sváb lány                        |
| Szilágyi László                                                                         | Csókos asszony                                                                                | 1994                 | Székesfehérvári Nyári Színház                               | Marcsa                                      |
| George Bernard Shaw, Alan Jay Lerner                                                    | My Fair Lady                                                                                  | 1994 1996            | Nemzeti Színház                                             | Eliza Doolittle                             |
| John-Michael Tebelak                                                                    | Godspell                                                                                      | 1995                 | Vörösmarty Színház                                          |                                             |
| Miguel de Cervantes Saavedra, Dale Wasserman                                            | La Mancha lovagja                                                                             | 1995                 | Nemzeti Színház                                             | Unokahúg                                    |
| John-Michael Tebelak                                                                    | Godspell                                                                                      | 1995                 | Nemzeti Színház                                             |                                             |
| Csiky Gergely                                                                           | A nagymama                                                                                    | 1996                 | Nemzeti Színház                                             | Mártha                                      |
| Zágon István, Somogyi Gyula                                                             | Fekete Péter                                                                                  | 1996                 | Vörösmarty Színház                                          | Colette                                     |
| Madách Imre                                                                             | Az ember tragédiája                                                                           | 1997                 | Nemzeti Színház Várszínház                                  |                                             |
| William Shakespeare                                                                     | Tévedések vígjátéka                                                                           | 1997                 | Nemzeti Színház                                             | Kurtizán                                    |
| Julius Brammer, Alfred Grünwald                                                         | A montmartre-i ibolya                                                                         | 1997                 | Vörösmarty Színház                                          | Violetta Cavallini, a montmartre-i ibolya   |
| Anton Pavlovics Csehov                                                                  | Apátlanul                                                                                     | 1997                 | Nemzeti Színház Várszínház                                  | Grekova, fiatal lány                        |
| Jókai Mór, Böhm György, Korcsmáros György                                               | A kőszívű ember fiai                                                                          | 1998                 | Nemzeti Színház                                             | Liedenwall Edit                             |
| Bakonyi Károly, Martos Ferenc                                                           | Bob herceg                                                                                    | 1998                 | Vörösmarty Színház                                          | Annie, Tom apó lánya                        |
| Gárdonyi Géza, Béres Attila                                                             | Egri csillagok                                                                                | 1998                 | Gárdonyi Géza Színház                                       | Cecey Éva                                   |
| Bornemisza Péter                                                                        | Magyar Elektra                                                                                | 1998                 | Nemzeti Színház Várszínház                                  | Crysothemis                                 |
| Balassi Bálint                                                                          | Szép magyar komédia                                                                           | 1998                 | Nemzeti Színház Várszínház                                  | Galathea                                    |
| Herczeg Ferenc                                                                          | Majomszínház                                                                                  | 1999                 | Nemzeti Színház                                             | Rákitáki-Juláhé, Sir Tóbiás leánya          |
| Harsányi Zsolt, Zágon István                                                            | XIV. René                                                                                     | 1999                 | Vörösmarty Színház                                          | René                                        |
| Tennessee Williams                                                                      | Az ifjúság édes madara                                                                        | 1999                 | Nemzeti Színház Várszínház                                  | Heavenly Finley                             |
| Boldizsár Miklós, Bródy János                                                           | István, a király                                                                              | 2000                 | Nemzeti Színház                                             | Réka, Koppány lánya                         |
| Bródy János                                                                             | Veled, Uram!                                                                                  | 2000                 | Esztergomi Várszínház                                       | Krisztina, Imre menyasszonya                |
| Vörösmarty Mihály                                                                       | Csongor és Tünde                                                                              | 2000                 | Magyar Színház                                              | Tünde                                       |
| Miguel de Cervantes Saavedra, Dale Wasserman                                            | La Mancha lovagja                                                                             | 2001                 | Magyar Színház                                              | Unokahúg                                    |
| Nemeskürty István                                                                       | Atilla – Isten kardja                                                                         | 2001                 | Szegedi Szabadtéri Játékok                                  | Ruila                                       |
| Boldizsár Miklós, Bródy János                                                           | István, a király                                                                              | 2001                 | Szegedi Szabadtéri Játékok                                  | Réka                                        |
| John-Michael Tebelak                                                                    | Godspell                                                                                      | 2002                 | Magyar Színház                                              |                                             |
| Hector Crémieux, Ludovic Halévy                                                         | Orfeusz az alvilágban                                                                         | 2003                 | Katona József Színház (Kecskemét)                           | Eurydice                                    |
| Martos Ferenc, Bakonyi Károly                                                           | Bob herceg                                                                                    | 2003                 | Magyar Színház                                              | Annie, Tom apó leánya                       |
| Nyikolaj Vasziljevics Gogol, Vidnyánszky Attila                                         | Az orr                                                                                        | 2003                 | Magyar Színház                                              | Lány                                        |
| Alfred Grünwald, Fritz Löhner-Beda                                                      | Bál a Savoyban                                                                                | 2004                 | Budapesti Operettszínház                                    | Daisy Parker                                |
| Molière                                                                                 | Tudós nők                                                                                     | 2004                 | Szentendrei Teátrum                                         | Henriette                                   |
| Molière                                                                                 | Tudós nők                                                                                     | 2004                 | Magyar Színház                                              | Henriette                                   |
| Balázs Ágnes                                                                            | Andersen, avagy a mesék meséje                                                                | 2004                 | Magyar Színház                                              | Táncosnő                                    |
| Hector Crémieux, Ludovic Halévy                                                         | Orfeusz az alvilágban                                                                         | 2005                 | Magyar Színház                                              | Eurydike                                    |
| Noël Coward                                                                             | Ne nevess korán                                                                               | 2005                 | Játékszín                                                   | Joanna Lyppiat                              |
| Nepp József (rajzfilm), Ternovszky Béla (rajzfilm), Valla Attila, Szikora Róbert        | Macskafogó                                                                                    | 2005                 | Pécsi Nemzeti Színház                                       | Holly                                       |
| Fonyódy Tibor, Pozsgai Zsolt                                                            | Árpád népe                                                                                    | 2006                 | Papp László Budapest Sportaréna                             | Anasztázia, kijevi hercegnő, András hitvese |
| Szilágyi László                                                                         | Csókos asszony                                                                                | 2006                 | Katona József Színház                                       | Pünkösdi Kató, színinövendék                |
| Harmath Imre                                                                            | Maya                                                                                          | 2006                 | Győri Nemzeti Színház                                       | Maya                                        |
| Pozsgai Zsolt                                                                           | Szeretlek, fény                                                                               | 2006                 | Magyar Színház Pécsváradi Vár szabadtéri színpada           | Jelona                                      |
| Harmath Imre                                                                            | Maya                                                                                          | 2006                 | Győri Nemzeti Színház                                       | Maya                                        |
| Nepp József, Ternovszky Béla (rajzfilm), Valla Attila, Szikora Róbert                   | Macskafogó                                                                                    | 2006                 | Magyar Színház                                              | Holly                                       |
| Miguel de Cervantes Saavedra, Dale Wasserman                                            | La Mancha lovagja                                                                             | 2007                 | Bakáts Téri Szabadtéri Színpad                              | Aldonza                                     |
| Garvay Andor                                                                            | Farkasasszony                                                                                 | 2007                 | Pécsváradi Várszínház                                       |                                             |
| Georges Feydeau                                                                         | Fel is út, le is út                                                                           | 2008                 | Magyar Színház                                              | Viviane, Duverger báróné lánya              |
| Guy Bolton, P.G. Wooehouse, Howard Lindsay, Russel Crouse, Timothy Crouse, John Weidman | Mi jöhet még?!                                                                                | 2008                 | Ferencvárosi Nyári Játékok – Bakáts téri Szabadtéri Színpad | Hope Harcourt, csinos fiatal hölgy          |
| Guy Bolton, P.G. Wooehouse, Howard Lindsay, Russel Crouse, Timothy Crouse, John Weidman | Mi jöhet még?!                                                                                | 2008                 | Magyar Színház                                              | Hope Harcourt, csinos fiatal hölgy          |
| Edward Albee                                                                            | Kényes egyensúly                                                                              | 2009                 | Magyar Színház Sinkovits Imre Stúdiószínpad                 | Julia                                       |
| Edmond Rostand                                                                          | Cyrano de Bergerac                                                                            | 2009                 | Magyar Színház                                              | Liza                                        |
| Federico Fellini (filmforgatókönyv), Ennio Flaiano, Tullio Pinelli                      | Sweet Charity                                                                                 | 2010                 | Magyar Színház                                              | Charity Hope Valentine                      |
| Georges Feydeau                                                                         | Osztrigás Mici                                                                                | 2011                 | Magyar Színház                                              | Mme Guérissac                               |
| Mark Twain, Miklós Tibor                                                                | Tom Sawyer és Huckleberry Finn kalandjai                                                      | 2012                 | Pesti Magyar Színház                                        | Judith Luftus Brown, özvegyasszony          |
| Lázár Ervin, Madák Zsuzsanna                                                            | A kisfiú meg az oroszlánok                                                                    | 2012                 | Magyar Színház                                              | Arabella, kötéltáncosnő                     |
| Szerb Antal, Forgách András                                                             | Holdvilág és utasa                                                                            | 2013                 | Magyar Színház – a vasfüggöny mögötti játéktér              | Erzsi                                       |
| Federico García Lorca                                                                   | Vérnász                                                                                       | 2013                 | Magyar Színház – Sinkovits Imre Stúdiószínpad               | Halál                                       |
| James Lapine                                                                            | Vadregény                                                                                     | 2014                 | Magyar Színház                                              | Banya                                       |
| William Shakespeare, Mészöly Dezső                                                      | Romeo és Júlia                                                                                | 2014                 | Magyar Színház Sinkovits Imre Stúdiószínpad                 | Capuletné                                   |
| Jeney Zoltán                                                                            | Rév Fülöp                                                                                     | 2014                 | Magyar Színház                                              | Bakonyi banya                               |
| Alekszandr Szergejevics Puskin, Molnár-Keresztyén Gabriella                             | Anyegin                                                                                       | 2014                 | Magyar Színház Sinkovits Imre Stúdiószínpad                 | Tatjána                                     |
| Jose Fernandez, David De Silva, Miklós Tibor, Steve Margoshes, Jacques Levy             | Fame – A Hírnév ára                                                                           | 2015                 | Budapesti Operettszínház                                    | Miss Bell                                   |
| Egressy Zoltán                                                                          | Halál Hotel                                                                                   | 2015                 | Óbudai Társaskör                                            | Berta                                       |
| David Rogers, Daniel Keyes, Galambos Attila Charles Stouse                              | Virágot Algernonnak                                                                           | 2015                 | Budapesti Operett Színház Raktárszínház                     | Lita                                        |
| Jean-Marie Chevret, Oláh Krisztina                                                      | Amazonok                                                                                      | 2015                 | Rózsavölgyi Szalon                                          | Micky                                       |
| Michael Kunze, Endo Shusaku, Lőrinczy Attila, Lévay Szilveszter, Müller Péter Sziámi    | Marie Antoinette                                                                              | 2016                 | Budapesti Operettszínház                                    | Rose Bertin (szerepkettőzés)                |
| Fábri Péter, Joe DiPietro, Jimmy Roberts, Joe DiPietro                                  | Ájlávju, de jó vagy, légy más                                                                 | 2017                 | Bartók Kamaraszínház és Művészetek Háza                     | Nő 2.                                       |
| Patricia Resnick - Dolly Parton                                                         | 9-től 5-ig - A musical                                                                        | 2020                 | József Attila Színház                                       | Violet                                      |
| Disney-Cameron Mackintosh                                                               | Mary Poppins                                                                                  | 2021 (szerepátvétel) | Madách Színház                                              | Mary Poppins                                |
| Karey Kirkpatrick - John O'Farrell                                                      | Valami bűzlik                                                                                 | 2021                 | József Attila Színház                                       | Bea                                         |
| Tasnádi István                                                                          | Szibériai csárdás                                                                             | 2021                 | József Attila Színház                                       | Sára nővér                                  |
| Zalán Tibor                                                                             | El kell mondanom                                                                              | 2021                 | Rózsavölgyi Szalon Arts & Café                              | Nővér                                       |
| Bernstein - Laurents - Sondheim                                                         | West side story                                                                               | 2021                 | Zikkurat Színpadi Ügynökség                                 | Consuela                                    |
| Andersson-Ulvaeus-Anderson-Johnson-Craymer                                              | Mamma Miaǃ                                                                                    | 2022 (szerepátvétel) | Madách Színház                                              | Donna Sheridan                              |
| Szabó Magda                                                                             | Régimódi történet                                                                             | 2022                 | József Attila Színház                                       | Charitas nővér                              |
|                                                                                         | Hja, kérem, a nő, az nő!                                                                      | 2022                 | Bartók Kamaraszínház és Művészetek Háza                     |                                             |
| Fenyő Miklós - Tasnádi István                                                           | Made in Hungária                                                                              | 2022                 | József Attila Színház                                       | Anya                                        |
| Kurt Weill - Bertolt Brecht                                                             | Koldusopera                                                                                   | 2023                 | József Attila Színház                                       | Peachumné                                   |
| Bolba Tamás - Szente Vajk - Galambos Attila                                             | Meseautó                                                                                      | 2023                 | Kecskeméti Katona József Színház                            | Kerekes Anna                                |
| Claude Magnier                                                                          | Oscar                                                                                         | 2024                 | Kecskeméti Katona József Színház                            | Madame Barnier Bertrand, felesége           |
| Eisemann Mihály - Zágon István - Nóti Károly                                            | Hippolyt, a lakáj                                                                             | 2024                 | Bartók Kamaraszínház és Művészetek Háza                     | Mimi, lokáltáncosnő                         |
| Frank Wildhorn                                                                          | Carmen                                                                                        | 2024                 | Budapesti Operettszínház                                    | Inez, Katarina nagynénje                    |

## Filmszerepei

### Játékfilmek

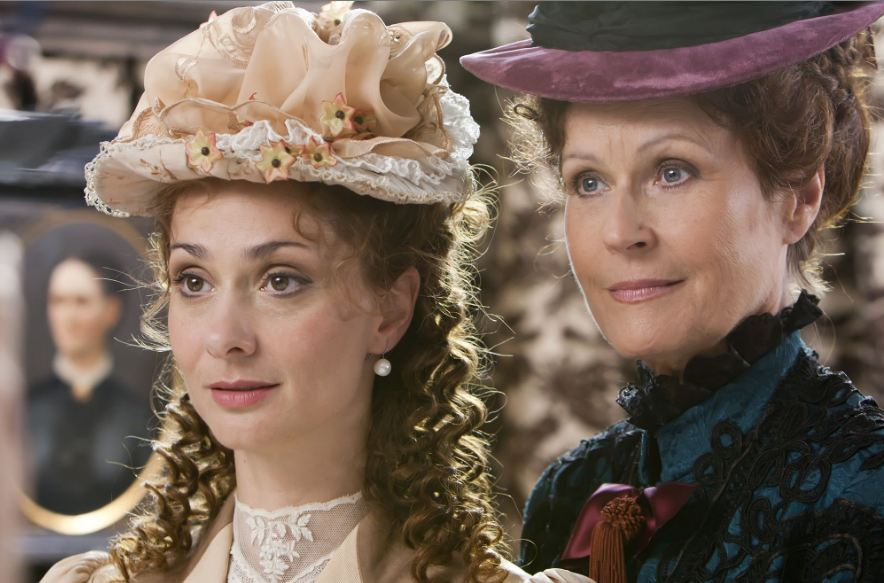
Sunyovszky Szilviával az A föld szeretője című filmben

- 2001 Sacra Corona – Adelaide
- 2007 Lora – Sarah
- 2010 A föld szeretője – Teréz
- 2019 Akik maradtak – Szülésznő

### Tévéfilmek
- 1993–1994 Kisváros (tévésorozat) – Mónika
- 1997 Befordultam a konyhára – versösszeállítás
- 1998 Az öt zsaru (akciófilm-sorozat, epizód) – Zsuzsa
- 2003 Szeret, nem szeret (tévésorozat, epizód) – Neighbour
- 2007 Jóban Rosszban (tévésorozat, 1. szezon 361. epizód) – Szandra
- 2007 Barátok közt (tévésorozat) – Horváth Helga
- 2008 Pirkadat (tévésorozat) – Az ismeretlen
- 2015 Farkasasszony (tévéfilm) – Ráchel (feleség)[21][22]